# Ateneu (revistă)
Revista Ateneu a fost înființată, în 1925, de către George Bacovia și Grigore Tăbăcaru. Această primă serie a apărut, în Bacău, doar câțiva ani. Din motive financiare, revista nu a mai apărut.
Abia în 1964, câțiva tineri scriitori băcăuani, grupați în jurul lui Radu Cârneci, au reușit să convingă autoritățile comuniste să aprobe reînființarea revistei. Astfel, pe data de 22 august 1964 a apărut numărul pilot al seriei noi. De atunci, publicația a apărut fără întrerupere. Astăzi este editată, lunar, de către Consiliul Județean Bacău și este susținută de sponsori locali.
De-a lungul celor aproape cinci decenii de apariție neîntreruptă, în paginile revistei de cultură Ateneu au publicat: Sergiu Adam, Nicolae Manolescu, Constantin Călin, Vasile Sporici (Vlad Sorianu), Alexandru Ștefănescu, Constantin Ciopraga, Alexandru Piru, Laurențiu Ulici, Florin Faifer și mulți alți importanți intelectuali care au marcat cultura românească a ultimei jumătăți de secol.

## Legături externe
- www.ateneu.info - Site web oficial